# バレーボール東ドイツ女子代表
バレーボール東ドイツ女子代表は、バレーボールの国際大会で編成されていたドイツ民主共和国（東ドイツ）の女子バレーボールナショナルチームである。1990年のドイツ民主共和国消滅により現在は存在しない。
1990年のドイツ再統一の際に西ドイツが東ドイツを編入した経緯があるため、西ドイツ代表の記録が現ドイツ代表の記録に引き継がれている。東ドイツ代表は現在のドイツ代表および西ドイツ代表とは別のものとして扱うのが一般的である。
ドイツ代表に関してはバレーボールドイツ女子代表を参照。

## 過去の成績

### オリンピックの成績
- 1964年 - 不出場
- 1968年 - 不出場
- 1972年 - 予選敗退
- 1976年 - 6位
- 1980年 - 銀メダル
- 1984年 - 不出場
- 1988年 - 5位

### 世界選手権の成績
| - 1952年 - 不参加 - 1956年 - 7位 - 1960年 - 不出場 - 1962年 - 7位 - 1967年 - 不出場 - 1970年 - 10位 | - 1974年 - 4位 - 1978年 - 8位 - 1982年 - 不出場 - 1986年 - 4位 - 1990年 - 12位 |  |

### ワールドカップの成績
1973年から1985年まで出場なし
- 1989年 - 6位

### 欧州選手権の成績
| - 1958年 - 8位 - 1963年 - 4位 - 1967年 - 4位 - 1971年 - 6位 - 1975年 - 3位 - 1977年 - 準優勝 | - 1979年 - 準優勝 - 1981年 - 4位 - 1983年 - 優勝 - 1985年 - 準優勝 - 1987年 - 優勝 - 1989年 - 準優勝 |  |